# Europaforschung
Die Europaforschung ist die akademische Disziplin, die sich mit den Gesellschaften Europas befasst. Ihr Forschungsgegenstand ist sowohl die Gegenwart als auch die Vergangenheit der europäischen Gesellschaften. Als eine Spezielle Soziologie ist sie jüngeren Datums. Die wissenschaftliche Disziplin entstand etwa zur gleichen Zeit wie die Europäische Gemeinschaft für Kohle und Stahl im Jahr 1951. Oftmals beschränkt sich die Europaforschung auf die Gesellschaften der Mitgliedsstaaten der Europäischen Union und auf die Zeit nach dem Fall des Eisernen Vorhangs. Die transnationalen Verflechtungen innerhalb Europas haben seit den frühen 90er Jahren enorm zugenommen.
Im Gegensatz zur Europäischen Ethnologie befasst sich die Europaforschung nicht mit der menschlichen Alltagskultur, sondern mit gesamtgesellschaftlichen Verhältnissen und Prozessen und arbeitet transnational.

## Forschungsschwerpunkte
Die Europaforschung untersucht
- die Dimensionen der Europäisierung
- die gesellschaftlichen Auswirkungen der Europäischen Union (offene Grenzen und Märkte), beispielsweise innereuropäische Migration
- den Wandel der sozialen Beziehungen und der Lebenssituation der Menschen in Europa
- die Internationalisierung sozialer Interaktionen, Einstellungen und Deutungen

## Europaforscher im deutschsprachigen Raum
Wichtige Theorien zur Europaforschung stammen oftmals von Inhabern der Jean-Monnet-Lehrstühle (siehe Jean-Monnet-Programm). Diese Auszeichnung ist an eine starke europäische Ausrichtung der Lehrstühle in Forschung und Lehre geknüpft.
So hat beispielsweise Tanja A. Börzel (Freie Universität Berlin) wichtige Beiträge zum Fach geleistet, auch Martin Heidenreich (Carl von Ossietzky Universität Oldenburg), Sprecher der DFG-Forschergruppe „Europäische Vergesellschaftungsprozesse“, lieferte wichtige Erkenntnisse zur Europäisierung des Arbeitsmarktes und zur transnationalen Mobilität der EU-Bürger. Herbert Brücke gilt als wichtiger Migrationsforscher, der innereuropäische Migrationsströme untersucht.